# باکای (آریزونا)
باکای (به انگلیسی: Buckeye) شهری در شهرستان مریکوپا ایالت آریزونا است که در سرشماری سال ۲۰۱۰ میلادی، ۵۰٬۸۷۶ نفر جمعیت داشته است. باکای، به‌طور رسمی در تاریخ ۱۹۲۹ میلادی به‌عنوان یک شهر شناخته شد.